# Depósito de fundación

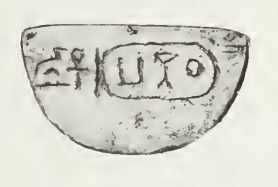
Placa en alabastro de un depósito de fundación con el cartucho del faraón Bakenrenef de la Dinastía XXIV (725-720 a. C.).

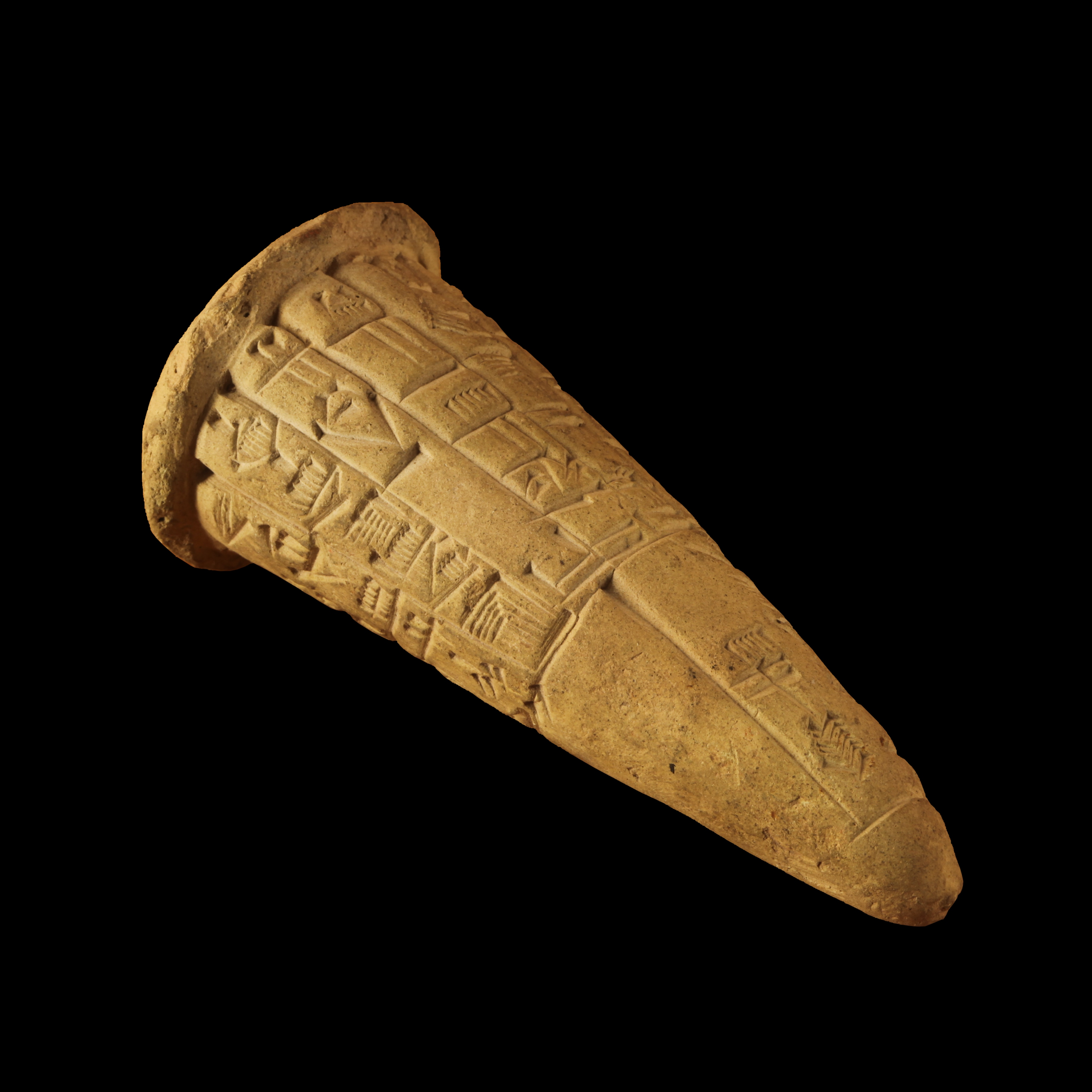
Clavo de fundación mesopotámico dedicado por Gudea a Ningirsu.

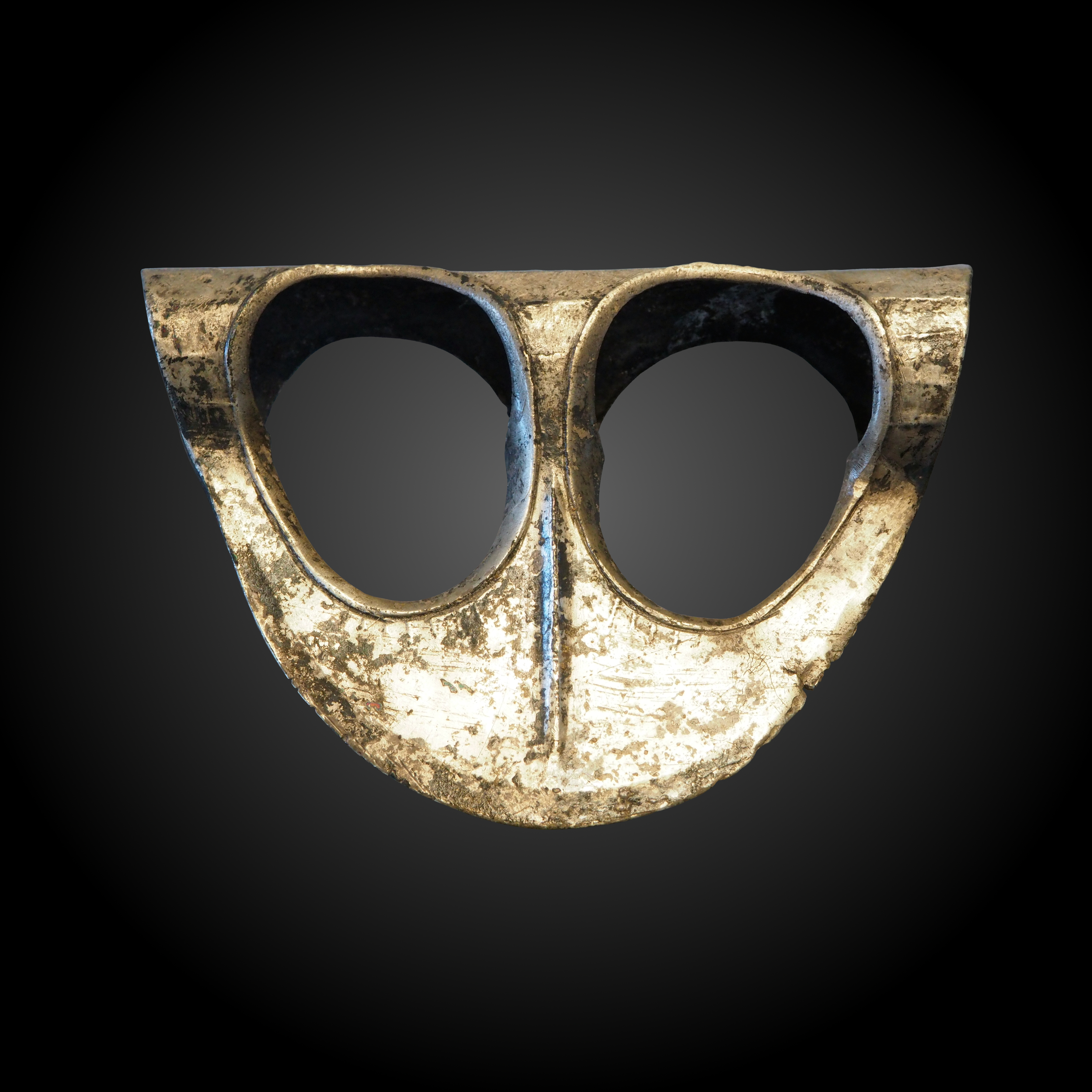
Cabeza de hacha de plata con ventanas. Edad del Bronce Medio, encontrada cerca de Biblos.

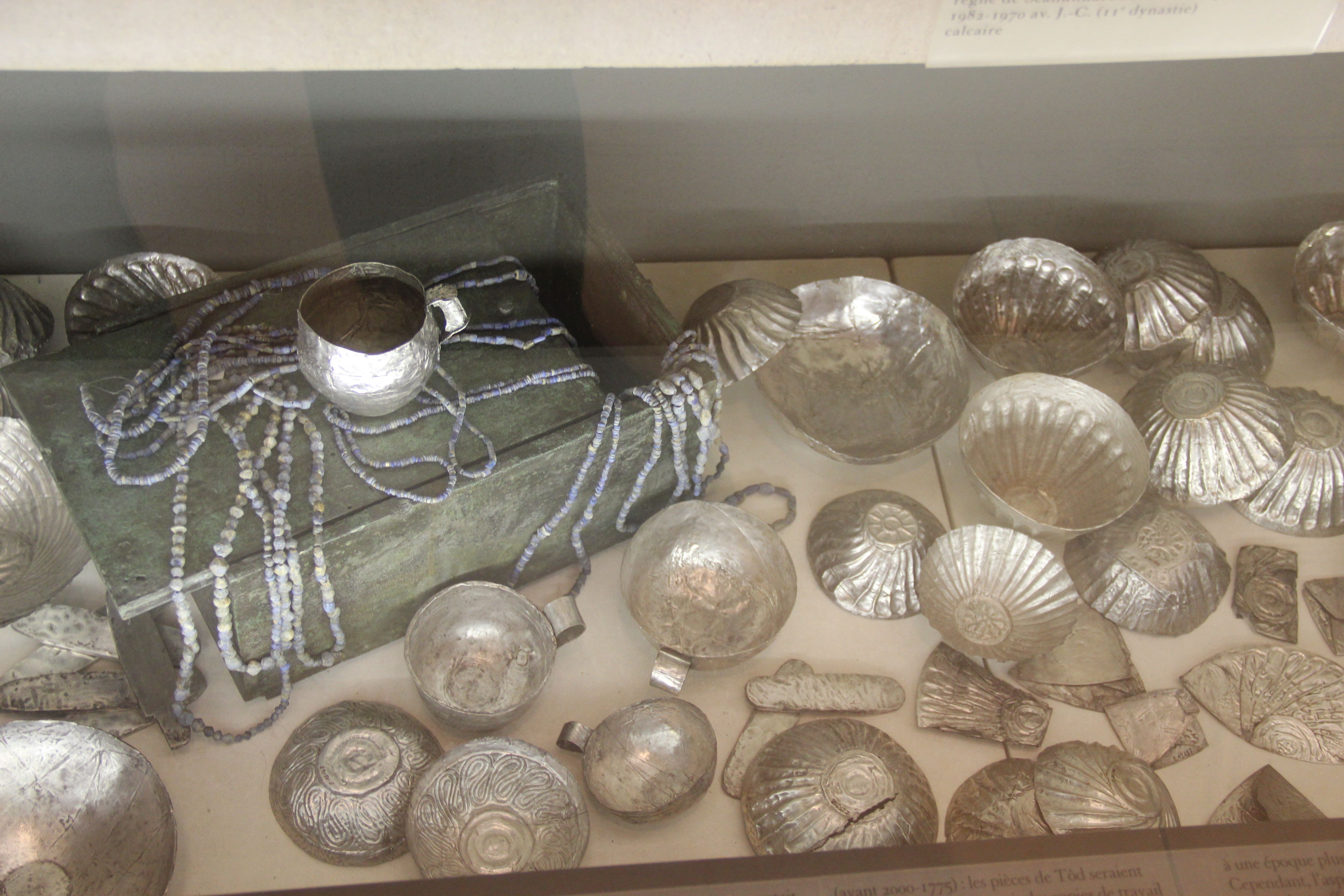
Tesoro de Tod, depósito de fundación del templo de Montu en Tod, datado en tiempos de Amenemhat II.

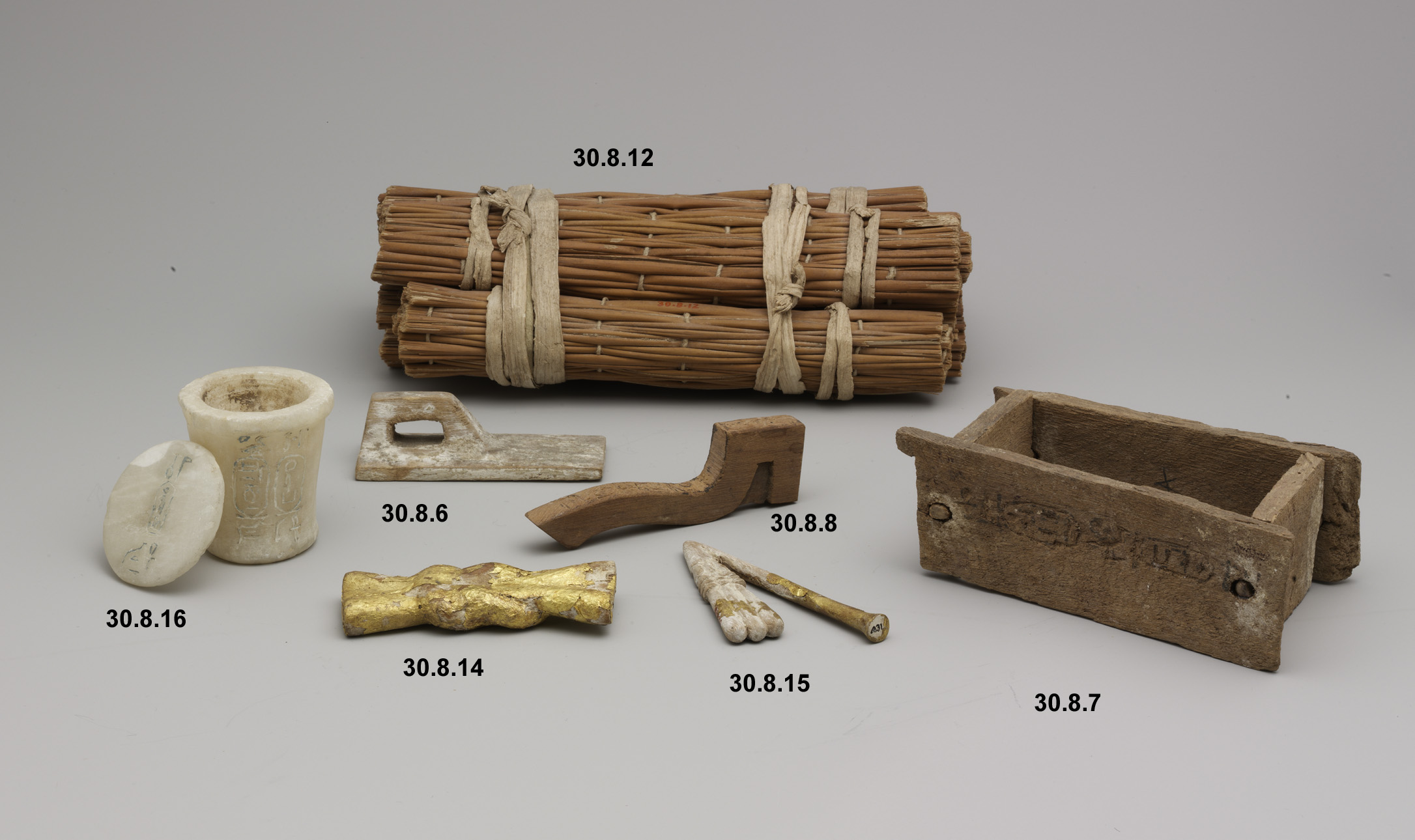
Objetos del depósitos de fundación de la tumba de Hatshepsut.

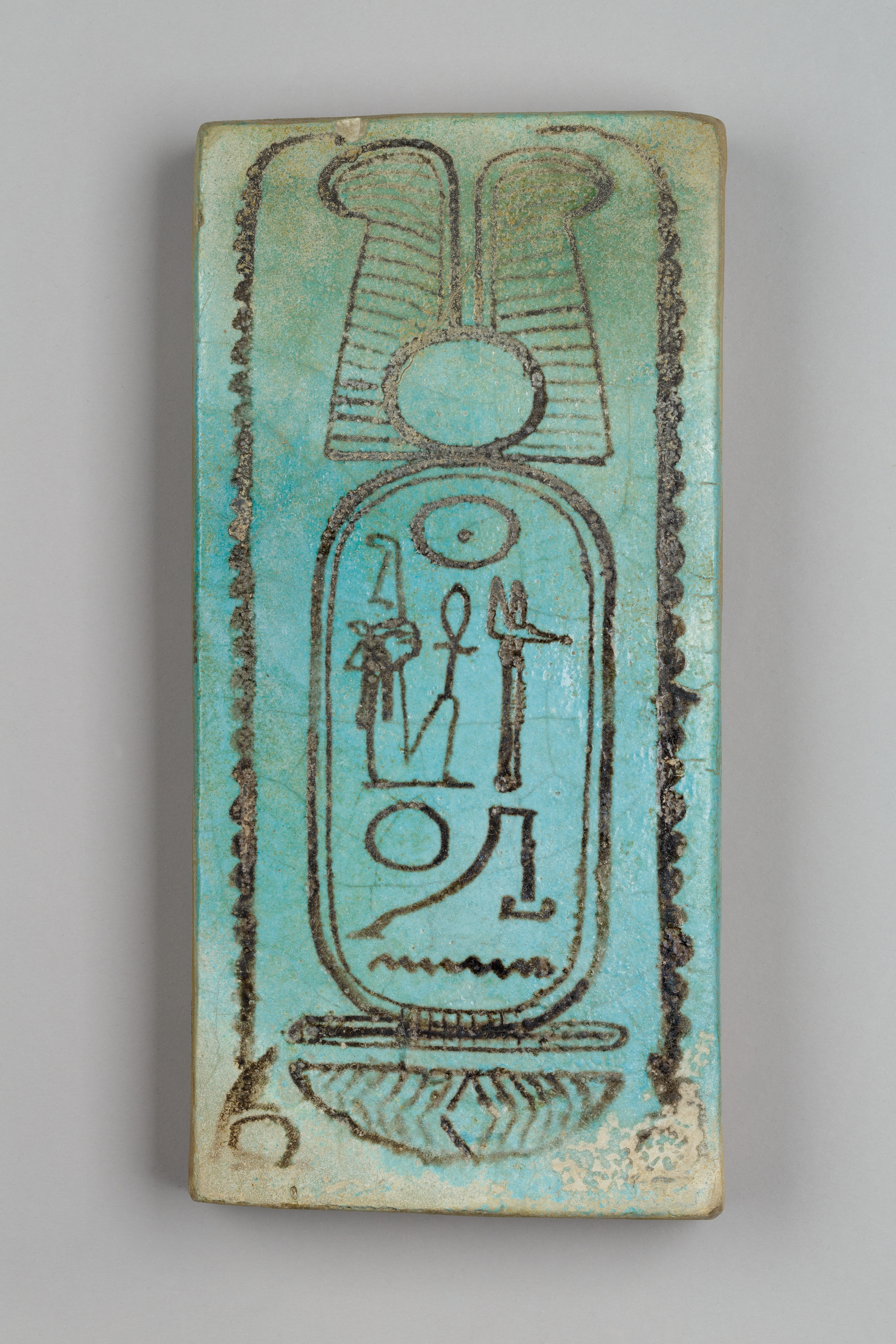
Ladrillo de depósito de fundación con el cartucho de Ramsés II.

Los depósitos de fundación son las ofrendas votivas, generalmente colocadas ritualmente dentro o debajo de los cimientos de un edificio o en sus inmediaciones.
Estos objetos, que luego darían lugar a estudios arqueológicos específicos, se colocaban por multitud de motivos, enterrados principalmente en templos, palacios (como en la Persia aqueménida), fortalezas o incluso en muros o estatuas de reyes. En los edificios, probablemente para garantizar que los dioses y las generaciones futuras conocieran a su constructor y, a veces, la fecha de su finalización, además de tener una función apotropaica. 

## Historia
Se tiene constancia de depósitos de fundación ya durante las primeras civilizaciones mesopotámicas y en el Antiguo Egipto. 

### Mesopotamia
En Mesopotamia, están documentados depósitos fundacionales desde la época sumeria, donde se enterraban objetos para conmemorar la construcción de determinados edificios y/o como escudo apotropaico.
Entre los depósitos fundacionales de Mesopotamia se pueden encontrar: ladrillos del destino, placas de fundación y clavos de fundación.

### Antiguo Egipto
Los depósitos se situaban preferentemente en los complejos templarios, en las cimentaciones de las esquinas o del eje axial del complejo, en los pilonos, patios, salas hipóstilas, capillas...
También están documentados bajo tumbas reales, así como bajo tumbas privadas. Los ejemplos más antiguos datan del período dinástico temprano (Buto), existen en el Valle de los Reyes durante las dinastías XVIII y XX y hasta las más recientes del periodo cristiano.
Los depósitos de fundación adoptaban la forma de fosas o agujeros rituales revestidos de ladrillos de barro, excavados en lugares específicos donde se depositaban los objetos ceremonialmente. Antes de colocarlos se celebraba una ceremonia de fundación que constaba de diez pasos. Entre los objetos, religiosos o ceremoniales, normalmente, se podían encontrar amuletos, escarabeos, comida, bebida, vasijas o herramientas rituales en miniatura, que se suponía, principalmente, impedir que el edificio se arruinara.